# Minoritenkirche (Stein an der Donau)

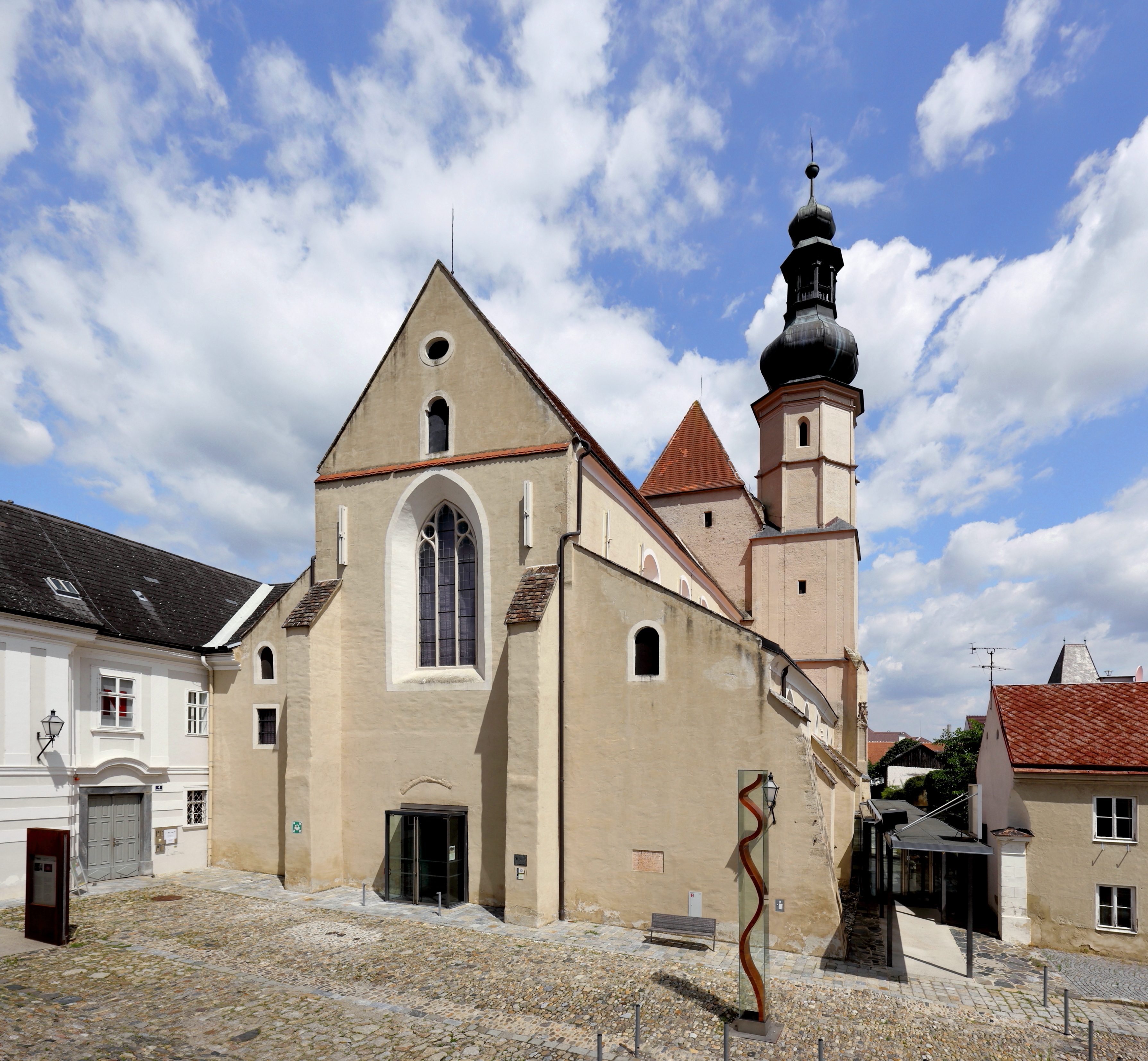
Südwestansicht der profanierten Kirche

Die Minoritenkirche in Stein an der Donau, ein Ortsteil der niederösterreichischen Stadt Krems, ist eine profanierte Klosterkirche der Minoriten und wird (Stand 2016) unter anderem von „Klangraum Krems“ genutzt.

## Geschichte
Um 1230 gründeten die Minoriten ein Kloster in Stein, urkundlich werden die Steiner Minoriten aber erst 1253 fassbar. Im Jahr 1264 erfolgte die Weihe der Klosterkirche zu Ehren des hl. Ulrich durch Berthold von Leiningen, Bischof von Bamberg. Der Langchor wurde vermutlich im ersten Drittel des 14. Jahrhunderts angebaut. Im Zuge einer Überschwemmung im Jahr 1440 und eines Brandes um 1440 erfolgte bei der Instandsetzung der Bau des Südturmes um 1444. Zur Reformationszeit wurde der Kirchenbau bis 1577 als Salzdepot genutzt und 1592 erfolgte die Rückgabe an die Minoriten. 1745 wurde eine Krypta eingebaut. 1796/97 wurden Kloster und Kirche säkularisiert. Die profanierte Kirche wurde anschließend unter anderem als Tabakmagazin und Feuerwehrdepot genutzt.
Ab 1992 wurden das Gebäude für Ausstellungen und Konzerte adaptiert und von der Kunsthalle Krems als Dependance genutzt. Im Jahr 2002 erfolgte die Übernahme des Kirchenraumes durch die NÖ Festival und Kino GmbH und die Widmung als „Klangraum Krems“. Anschließend fand bis 2004 eine neuerliche umfassende Renovierung durch den Architekten Fritz (Friedrich) Göbl statt. Unter anderem wurde dabei auch südseitig ein neuer Zugangsfoyer errichtet.

## Beschreibung
Die spätromanische bzw. frühgotische dreischiffige Basilika hat einen höheren, einschiffigen gotischen Langchor und einen Südturm mit barocker Bekrönung.
Die spätgotischen Wand- und Gewölbemalereien der Minoritenkirche wurden 1950/51 freigelegt und restauriert. Die im Gewölbe des Chores schwebenden anmutig musizierenden Engel sowie die Darstellung der thronenden Muttergottes mit Kind und Stiftern im Scheitel der Triumphbogenwand stammen aus der Zeit um 1400. Hervorzuheben sind zwei Werke eines italienischen Meisters um 1350: das Bild des Gekreuzigten an der Nordwand des Chores und die Gestalt des Schmerzensmannes im Langhaus.
1982 wurden in dem östlich an das nördliche Seitenschiff angrenzenden Raum Fragmente einer Kreuzigung und Beweinung um 1300 freigelegt.

## Minoritenkloster
Das im Norden an die Kirche angrenzenden Klostergebäude, eine zweigeschoßige Vierflügelanlage um einen nahezu quadratischen Hof und einem nach Westen vorgezogenen Flügel, wurde von 1715 bis 1727 unter Einbeziehung einzelner Bauteile aus dem Spätmittelalter und dem frühen 17. Jahrhundert errichtet. In den Jahren 2007/08 wurde das Klostergebäude nach Plänen der Architekten Fritz (Friedrich) Göbl, Lukas Göbl und Alexander Bolecek revitalisiert und ein moderner Ausstellungszubau im westlichen Bereich des ehemaligen Klostergartens errichtet. Seitdem beherbergt der Komplex unter anderem das Forum Frohner, das nach dem Maler Adolf Frohner benannt ist, die „Ernst Krenek-Dokumentation“ und das Museum Stein.